# IC 297
IC 297 — галактика типу NF (в процесі підтвердження) у сузір'ї Персей.
Цей об'єкт міститься в оригінальній редакції індексного каталогу.